# Death Before Dishonor XVII
Death Before Dishonor XVII fue la decimoséptima edición del Death Before Dishonor, un evento de pago por visión de lucha libre profesional producido por Ring of Honor. Tuvo lugar el 27 de septiembre de 2019 desde el Sam's Town Hotel and Gambling Hall en Sunrise Manor, Nevada.

## Resultados
- Pre-show: Jeff Cobb derrotó a Brody King.
  - Cobb cubrió a King después de un «Tour of the Islands».
- Jonathan Gresham derrotó a Jay Lethal avanzando a la segunda ronda por una oportunidad por el Campeonato Mundial de ROH.
  - Greshan forzó a Lethal a rendirse con un «Octopus».
- Marty Scurll derrotó a Colt Cabana avanzando a la segunda ronda por una oportunidad por el Campeonato Mundial de ROH.
  - Scurll cubrió a Cabana después de un «Black Plague».
- PCO derrotó a Kenny King avanzando a la segunda ronda por una oportunidad por el Campeonato Mundial de ROH.
  - PCO cubrió a King después de un «Chokeslam».
- Angelina Love (con Mandy Leon) derrotó a Kelly Klein y ganó el Campeonato Mundial Femenil del Honor.
  - Love cubrió a Klein después de un «Superkick».
  - Después de la lucha, Love, Leon y Velvet Sky atacaron a Klein, pero Maria Manic salió a detenerlas.
- Shane Taylor derrotó a Tracy Williams, Flip Gordon y Dragon Lee y retuvo el Campeonato Mundial Televisivo de ROH.
  - Taylor cubrió a Williams después de un «Taylor Driver».
- The Briscoes (Jay Briscoe & Mark Briscoe) derrotaron a Lifeblood (Bandido & Mark Haskins) y retuvieron el Campeonato Mundial en Parejas de ROH.
  - Jay cubrió a Bandido después de un «J-Driller».
  - Después de la lucha, Bully Ray atacó a The Briscoes, pero Tracy Williams salió a detenerlo y fue evitado por Flip Gordon.
- Rush derrotó a Matt Taven y ganó el Campeonato Mundial de ROH
  - Rush cubrió a Taven después de un «Bull's Horn».
  - Después de la lucha, Dragon Lee y La Bestia del Ring salieron a celebrar junto con Rush.